# Список залізничних станцій і роз'їздів Росії (У)
Список станцій, роз'їздів та зупинних пунктів Російських залізниць
| Код    | Станція   | Назва російською | Залізниця          | НОД (НЗрег) | Населений пункт | Рік заснування | Код Експрес-3 | Експ. коди |
| ------ | --------- | ---------------- | ------------------ | ----------- | --------------- | -------------- | ------------- | ---------- |
| 038402 | Удєльна   | рос. Удельная    | Жовтнева           |             | Санкт-Петербург | 1869           | 2005065       |            |
| 935506 | Улан-Уде  | рос. Улан-Удэ    | Східно-Сибірська   |             | Улан-Уде        | 1900           | 2004555       |            |
| 202008 | Унеча     | рос. Унеча       | Московська         |             | Унеча           | 1887           | 2000430       |            |
| 25483  | Уром      | рос. Уром        | Горьківська        |             | Уром            |                |               |            |
| 510907 | Успенська | рос. Успенская   | Північно-Кавказька |             | Авіло-Успенка   | 1869           | 2064249       |            |
| 654504 | Уфа       | рос. Уфа         | Куйбишевська       |             | Унеча           | 1888           | 2024600       |            |